# John D. Hoblitzell

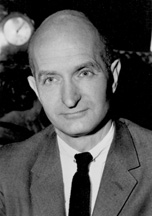
John D. Hoblitzell

John Dempsey Hoblitzell Jr. (* 30. Dezember 1912 in Parkersburg, Wood County, West Virginia; † 6. Januar 1962 in Clarksburg, West Virginia) war ein US-amerikanischer Politiker der Republikanischen Partei, der den Bundesstaat West Virginia im US-Senat vertrat.
John Hoblitzell machte 1934 seinen Abschluss an der West Virginia University. Danach war er auf mehreren Geschäftsfeldern tätig, darunter die Versicherungsbranche, der Immobilienhandel und das Bankwerbe; ferner wurde er erster Präsident der West Virginia Junior Chamber of Commerce. Von 1942 bis 1946 diente er in der Reserve der US Navy und bekleidete zuletzt den Rang eines Lieutenant. In der Folge übernahm er mehrere Ämter auf lokaler und regionaler Ebene: So gehörte er dem Leitungsgremium der West Virginia University und dem Schulausschuss im Wood County an. 1954 reiste er als Delegierter seines Staates nach Washington, um im Weißen Haus an einer Bildungskonferenz teilzunehmen. Im selben Jahr wurde Hoblitzell Präsident des Verbandes der Schulbehörden von West Virginia.
Ebenfalls 1954 wurde er zum Vorsitzenden einer vom Gouverneur des Staates einberufenen Finanzkommission berufen. Seine erste Kandidatur für ein öffentliches Amt strebte er zwei Jahre später an, doch seine Partei nominierte ihn nicht als Bewerber für die Wahl zum Repräsentantenhaus der Vereinigten Staaten. Dafür wurde er am 25. Januar 1958 zum Nachfolger des verstorbenen US-Senators Matthew M. Neely ernannt. Hoblitzell trat auch bei der Nachwahl an, unterlag aber dem Demokraten Jennings Randolph und musste somit schon am 4. November desselben Jahres wieder aus dem Senat ausscheiden.
John Hoblitzell zog sich danach aus der Politik zurück und ging wieder seinen Geschäften nach. Am 6. Januar 1962 erlitt er einen Herzinfarkt, an dessen Folgen er verstarb.